# Ernani Pires Ferreira
Ernani Pires Ferreira (Recife, 1 de Novembro de 1934, Rio de Janeiro, 17 de Março de 2012), conhecido por A Voz do Jockey foi um locutor de turfe brasileiro.

## Biografia

### Carreira no Turfe
Segundo o site do Jockey Club Brasileiro, Ernani disputou 26 prêmios como jóquei amador, e venceu 14.

### Carreira como Locutor
Ernani começou sua carreira de locutor na década de 1960, e foi o narrador oficial do joquei no Hipódromo da Gávea por 40 anos. Discípulo do lendário Theóphilo de Vasconcellos, narrou mais de 71 mil páreos.

### Guinness Book
No dia 17 de julho de 1983, entrou para o Guiness Book, por falar mais de 322 palavras por minuto, quebrando o recorde do ex-presidente dos Estados Unidos John F. Kennedy.

### Trabalho na TV
Durante 15 anos, comandou o quadro “Barbadas”, no Globo Esporte, da TV Globo.

### Livro
Em 2001, escreveu o livro Guardanapos de Papel, pela Editora Gryphus.

## Morte
Faleceu no dia 17 de Março de 2012, aos 77 anos, vítima de um edema pulmonar e uma sequência de paradas cardíacas. Seu corpo foi enterrado no cemitério do Caju, no Rio de Janeiro.